# St. Philips No 301
Pour les articles homonymes, voir St Philip's.
St. Philips No 301 est une municipalité rurale de la Saskatchewan au Canada. Elle est située dans la division de recensement No 9 dans la SARM Division No 4 (en). Le siège municipal est situé dans le village de Pelly.

## Démographie
Selon le recensement de Statistiques Canada de 2006, St Philips No 301 a une population de 258 habitants. En 2011, elle avait baissée à 235.
| 2001 | 2006 | 2011 | 2016 |
| ---- | ---- | ---- | ---- |
| 295  | 258  | 235  | 220  |

## Communautés
Village
- Pelly, siège de la municipalité

Hameaux
- Fort Pelly
- Springside
- St Philips

## Annexe